# 238省道 (江苏省)
238省道又名镇常线，是江苏省南部的一条南北向省道，起点为镇江市扬中跨江大桥，终点为常州市武进西太湖高新科技区。目前已建成里程为83.326（51.776英里），规划总里程为121（75英里）。该省道起于连接京口区与扬中市的扬中大桥，在扬中与523国道相交；向南途经扬中八桥与西来桥，常州新北区的孟河、魏村、罗溪与奔牛，钟楼区的邹区，最后止于武进区的西湖街道。

## 历史沿革
1987年省政府对全省道路规划进行重大调整，设计一条穿越扬中市的一条省级公路，设计总里程为46（29英里），起点为葛村，终点为八桥，公路编号为苏218。
2003年调整省道网后，原苏218公路将起点设为大港，终点设为小河与原338省道（今346国道）交界处，途经扬中大桥、扬中岛、西来桥与幸福大桥，新公路编号改为S238。
2017年省政府决定调整238省道的里程与编号，计划将该省道向南南延至常州市武进区的西太湖沿岸，向南合并常州市的紫金山路、叶汤线与腾龙路。
2023年常州市市政府决定将238省道的常州段，原腾龙路进行全新翻建，翻建路段为19.8（12.3英里），原双向四车道的普通公路将扩建为双向六车道的快速路，并设置高架桥，公路分为上下两层，一期二期工程于2023年2月开工，将于2025年9月30日竣工；届时238省道常州段大部分道路实现快速化。